# Bicaudella astragalensis
Bicaudella astragalensis är en insektsart som beskrevs av Rusanova 1943. Bicaudella astragalensis ingår i släktet Bicaudella och familjen långrörsbladlöss. Inga underarter finns listade i Catalogue of Life.